# Regina Veloso
Maria Regina Gonçalves Lopes de Freitas Veloso Reis (Chinde, 27 de março de 1939 – 17 de junho de 2024) foi a primeira nadadora a representar Portugal nas Olimpíadas.

## Biografia
Nasce Maria Regina Gonçalves Lopes de Freitas Veloso na vila de Chinde, junto da foz do rio Zambeze, filha de Maria da Luz e Arnaldo Veloso, trabalhador dos Correios e Telégrafos de Moçambique, que viria a dirigir em Lourenço Marques. Cresce em Quelimane e mais tarde vai viver para Lourenço Marques. Começa a nadar aos dez anos e integra a equipa de natação do Grupo Desportivo de Lourenço Marques, sob a instrução de Margaride Fernandes. 
Em 1958 viaja até Portugal integrada na equipa de nadadores de Moçambique que participam nos Campeonatos de Portugal. Obtém nesse ano nove recordes nacionais, e recebe a Medalha Olímpica Nobre Guedes.
Aos 21 anos, representa Portugal nos Jogos Olímpicos de 1960, em Roma, na prova de 200m bruços.

## Morte
Veloso morreu no dia 16 de junho de 2024, aos 85 anos.